# Tanaostigmodes mayri
Tanaostigmodes mayri is een vliesvleugelig insect uit de familie Tanaostigmatidae. De wetenschappelijke naam is voor het eerst geldig gepubliceerd in 1900 door Ashmead.